# Catedral de la Inmaculada Concepción (Seychelles)
La Catedral de la Inmaculada Concepción o simplemente Catedral de Victoria (en Francés: Cathédrale de l’Immaculée Conception; en inglés: Immaculate Conception Cathedral) es el nombre que recibe un edificio religioso de la iglesia católica que se encuentra ubicado en la localidad de Victoria, en la isla de Mahé capital del archipiélago y nación africana de Seychelles.
El templo se encuentra cerca de la Torre del Reloj (Clock Tower) y la de catedral anglicana de la ciudad. La iglesia fue construida en 1874 y recuerda el estilo colonial francés.

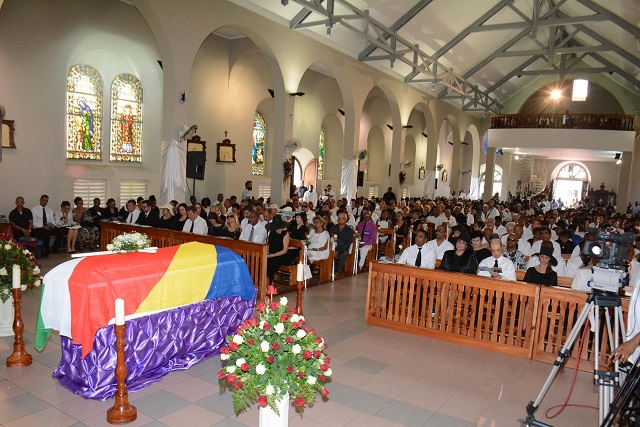
Vista interna

Sigue el rito romano o latino y funciona como la sede de la diócesis de Puerto Victoria (Dioecesis Portus Victoriae o Seychellarum) que fue creada en 1892 por el papa León XIII. En este mismo año se inició la reconstrucción de la catedral, que ya había sido renovada anteriormente.